# سوپووو
سوپووو (به بلغاری: Sopovo) یک منطقهٔ مسکونی در بلغارستان است که در شهرستان بوبوشفو واقع شده‌است.
 سوپووو ۴٫۱۷۲ کیلومتر مربع مساحت و ۳۵ نفر جمعیت دارد و ۳۹۳ متر بالاتر از سطح دریا واقع شده‌است.